# Джаббар-Берди
Джаббар-Берды (старотат. جبار بردى‎, также известен как Жаппарберды или Еримберды) — хан Золотой Орды в 1416—1417 годах.

## Биография
Вражда между ханом Чокре и темником Едигеем помогла Джаббару-Берды, сыну Тохтамыша захватить ханский престол в Новом Сарае. В борьбе за престол Джаббар-Берды получил поддержку литовского князя Витовта. В 1416 году ему удалось свергнуть и убить хана Чокре. Однако уже через год ставленник Едигея, Дервиш захватил столицу и изгнал Джаббара-Берды.
Изгнанному хану пришлось бежать в Крым в поисках убежища у венецианцев и генуэзцев. Это привело к резкому обострению обстановки в Северном Причерноморье: войска Едигея сожгли Тану и осадили Каффу. После перемирия между Едигеем и генуэзцами Джаббар-Берды был вынужден покинуть Крым и отправиться в Литву к Витовту, но по дороге туда был убит своими спутниками.